# Odontopyxis
Odontopyxis is een monotypisch geslacht van straalvinnige vissen uit de familie van harnasmannen (Agonidae).

## Soort
- Odontopyxis trispinosa Lockington, 1880